# Панкалдо (Анкона)
Панкалдо је насеље у Италији у округу Анкона, региону Марке.
Према процени из 2011. у насељу је живело 37 становника. Насеље се налази на надморској висини од 60 м.